# Miss Luxembourg
De Miss Luxembourg-verkiezing is de oudste missverkiezing uit Luxemburg. Sinds 1927 vindt deze missverkiezing plaats. 

## Overzicht Miss Luxembourg
- 1927 - Appolonia Kemp
- 1928 - Anne Friedrich
- 1929 - Ketty Hipp
- 1957 - Josée Jaminet
- 1958 - Lydie Schmitz
- 1959 - Josée Pundel
- 1960 - Liliane Mueller
- 1961 - Vicky Schoos
- 1962 - Brita Gerson
- 1963 - Cathérine Paulus
- 1964 - Gaby Heyard
- 1965 - Marie-Anne Geisen
- 1966 - Gigi Antinori
- 1967 - Marie-Josée Mathgen
- 1968 - Lucienne Krier
- 1969 - Jacqueline Schaeffer
- 1970 - Rita Massard
- 1971 - Mariette Werckx
- 1972 - Lydia Maes
- 1973 - Giselle Anita Nicole Azzeri
- 1975 - Marie Thérèse Manderschied
- 1976 - Monique Wilmes
- 1977 - Jeannette Henriette Colling
- 1985 - Gaby Chiarini
- 1986 - Martine Pilot
- 1987 - Claudine Atten
- 1988 - Chantal Schanbacher
- 1990 - Beata Jarzynska
- 1991 - Annette Feydt
- 1992 - Carole Reding
- 1993 - Nathalie Dos Santos
- 1994 - Sandy Wagner
- 1995 - Paola Roberto
- 1996 - Christiane Lorent
- 2008 - Leontine Schotel
- 2009 - Diana Nilles
- 2010 - Shari Thuyns
- 2011 - Stéphanie Ribeiro
- 2012 - Claudia Vitoria Müller
- 2013 - Héloïse Paulmier
- 2014 - Frédérique Wolff
- 2015 - Vonessa Alijaj
- 2016 - Ada Strock
- 2017 - Julie Majerus
- 2018 - Kelly Nilles
- 2019 - Melanie Heynsbroek
- 2020 - Émilie Boland
- 2021 - Léa Sevenig